# 山茉莉芹
山茉莉芹，或名山熏香，是伞形科山茉莉芹属的植物，是台灣的特有植物。分布在台灣本島，生长于海拔2,000米至4,000米的地区，见于山坡路旁杂草地，目前尚未由人工引种栽培。